# Rostki (Wydminy)
Rostki (deutsch Rostken) ist ein Ort in der polnischen Woiwodschaft Ermland-Masuren und gehört zur Landgemeinde Wydminy (Widminnen) im Powiat Giżycki (Kreis Lötzen).

## Geographische Lage
Rostki liegt am Ostufer des Jezioro Pamer (deutsch Pammer Sees) in der östlichen Mitte der Woiwodschaft Ermland-Masuren. Bis zur Kreisstadt Giżycko (Lötzen) sind es 21 Kilometer in  nordwestlicher Richtung.

## Geschichte
Der kleine Gutsort Rostken wurde im Jahre 1874 in den neu errichteten Amtsbezirk Neuhoff (polnisch Zelki) aufgenommen. Er gehörte zum Kreis Lötzen im Regierungsbezirk Gumbinnen (1905 bis 1945: Regierungsbezirk Allenstein) in der preußischen Provinz Ostpreußen. Im Jahre 1874 wurde Rostken außerdem dem Standesamt Neuhoff zugeordnet. Im Jahre 1910 zählte der Gutsbezirk Rostken 126 Einwohner.
Aufgrund der Bestimmungen des Versailler Vertrags stimmte die Bevölkerung im Abstimmungsgebiet Allenstein, zu dem Rostken gehörte, am 11. Juli 1920 über die weitere staatliche Zugehörigkeit zu Ostpreußen (und damit zu Deutschland) oder den Anschluss an Polen ab. In Rostken stimmten 80 Einwohner für den Verbleib bei Ostpreußen, auf Polen entfielen keine Stimmen.
Am 30. September 1928 verlor der Ort seine Eigenständigkeit und wurde in die benachbarte Landgemeinde Talken (polnisch Talki) eingemeindet. In Kriegsfolge kam Rostken dann 1945 mit dem gesamten Ostpreußen zu Polen und trägt seither die polnische Namensform „Rostki“. Heute ist das Dorf in das Schulzenamt (polnisch sołectwo) Talki (Talken) einbezogen und ist somit eine Ortschaft im Verbund der Landgemeinde Wydminy (Widminnen) im Powiat Giżycki (Kreis Lötzen), vor 1998 der Woiwodschaft Suwałki, seither der Woiwodschaft Ermland-Masuren zugehörig.

## Kirche
Bis 1945 war Rostken in die evangelische Kirche Neuhoff in der Kirchenprovinz Ostpreußen der Kirche der Altpreußischen Union und in die katholische Pfarrkirche St. Bruno Lötzen im Bistum Ermland eingepfarrt.
Heute gehört Rostki zur evangelischen Kirchengemeinde Wydminy, einer Filialgemeinde der Pfarrei Giżycko in der Diözese Masuren der Evangelisch-Augsburgischen Kirche in Polen bzw. zur katholischen Kirche in Talki, einer Filialkirche der Pfarrei Zelki im Bistum Ełk (Lyck) der Römisch-katholischen Kirche in Polen.

## Verkehr
Rostki liegt verkehrsgünstig an einer Nebenstraße, die die polnische Landesstraße DK 63 (frühere deutsche Reichsstraße 131) bei Konopki Wielkie (Groß Konopken, 1938 bis 1945 Hanffen) mit der Woiwodschaftsstraße DW 656 bei Ranty (Ranten) verbindet. Eine Bahnanbindung besteht nicht.